# Воропаев, Олег Владимирович
Олег Владимирович Воропаев (9 декабря 1969) — белорусский футболист, защитник.

## Биография
В советский период выступал только на уровне первенства КФК, в том числе в 1991 году за витебский КИМ-2.
В 1992 году переведён в основу витебского клуба, выступавшего в высшей лиге Беларуси, и играл за него следующие девять сезонов. Клуб в этот период носил названия «КИМ», «Двина», «Локомотив-96». В сезонах 1992/93 и 1994/95 становился серебряным призёром национального чемпионата, в сезонах 1993/94 и 1997 — бронзовым призёром. Обладатель Кубка Беларуси 1997/98.
В 2000 году, после снижения результатов витебского клуба, перешёл в амбициозный «Гомель», но клуб финишировал только шестым. Затем ещё два сезона выступал за «Локомотив-96», по итогам сезона 2002 года клуб вылетел из высшей лиги. В 2003 году перешёл в «Нафтан» (Новополоцк), но играл только за дублирующий состав.
Всего в высшей лиге Беларуси сыграл 263 матча и забил 3 гола. Долгое время являлся лидером «Витебска» по числу матчей в первенствах Беларуси (246), по состоянию на 2019 год занимал третье место в клубной истории. Признаётся одним из лучших игроков клуба.
С 2010 года работал руководителем СДЮШОР «Витебск».

## Достижения
- Серебряный призёр чемпионата Беларуси: 1992/93, 1994/95
- Бронзовый призёр чемпионата Беларуси: 1993/94, 1997
- Обладатель Кубка Беларуси: 1997/98